# 羅馬觀察報
《罗马观察报》（義大利語：L'Osservatore Romano，發音：[losservaˈtoːre roˈmaːno]）是一份梵蒂冈报纸，此报纸刊登教宗的讲话，报道圣座的活动和天主教会及世界各地的新闻，此报纸也刊登文化评论。 此報雖由聖座下屬的傳播部門發行，但非官方报纸（《宗座公報》才是）。此报纸每刊刊头处都印有两句拉丁格言：「Unicuique suum」（中文：爱主乐群）与「Non praevalebunt」（中文：阴间的门决不能战胜她）。現任總編輯為安德雷亞·蒙達，榮休主任為乔瓦尼·玛丽亚·维安。。
现今，此报纸的立场相较创刊时更加客观、温和，2006年10月塔尔奇西奥·贝尔托内枢机在报纸创立与历史展的开幕式讲话上称赞其“呈现了教会真实形象与自由理念”， 枢机更称此报是“传播圣伯多禄宗徒继承人的教导与天主教会动态的工具”。
2015年6月27日，教宗方济各在一份自动手谕中声明：《罗马观察报》将被整合进罗马教廷新近成立的传播秘书处。 目前《羅馬觀察報》由傳播秘書處改組後的聖座傳播部管轄。

## 版本
《罗马观察报》以九种不同的语言出版（以首刊出版时间排序）：
- 意大利语：日报与周报（1861/1950）
- 法语：周报（1949）
- 英语：周报（1968）[11]
- 西班牙语：周报（1969）
- 葡萄牙语：周报（1970）
- 德语：周报（1971）
- 波兰语：月报（1980）
- 马拉雅拉姆语：周报（2007）[12]

意大利语日报版于当日下午出版， 但封面日期为第二天，这有时会造成困惑。 英语周报版在至少129个国家发行，包括英语国家和流行使用英语交流的许多地区.

## 历史

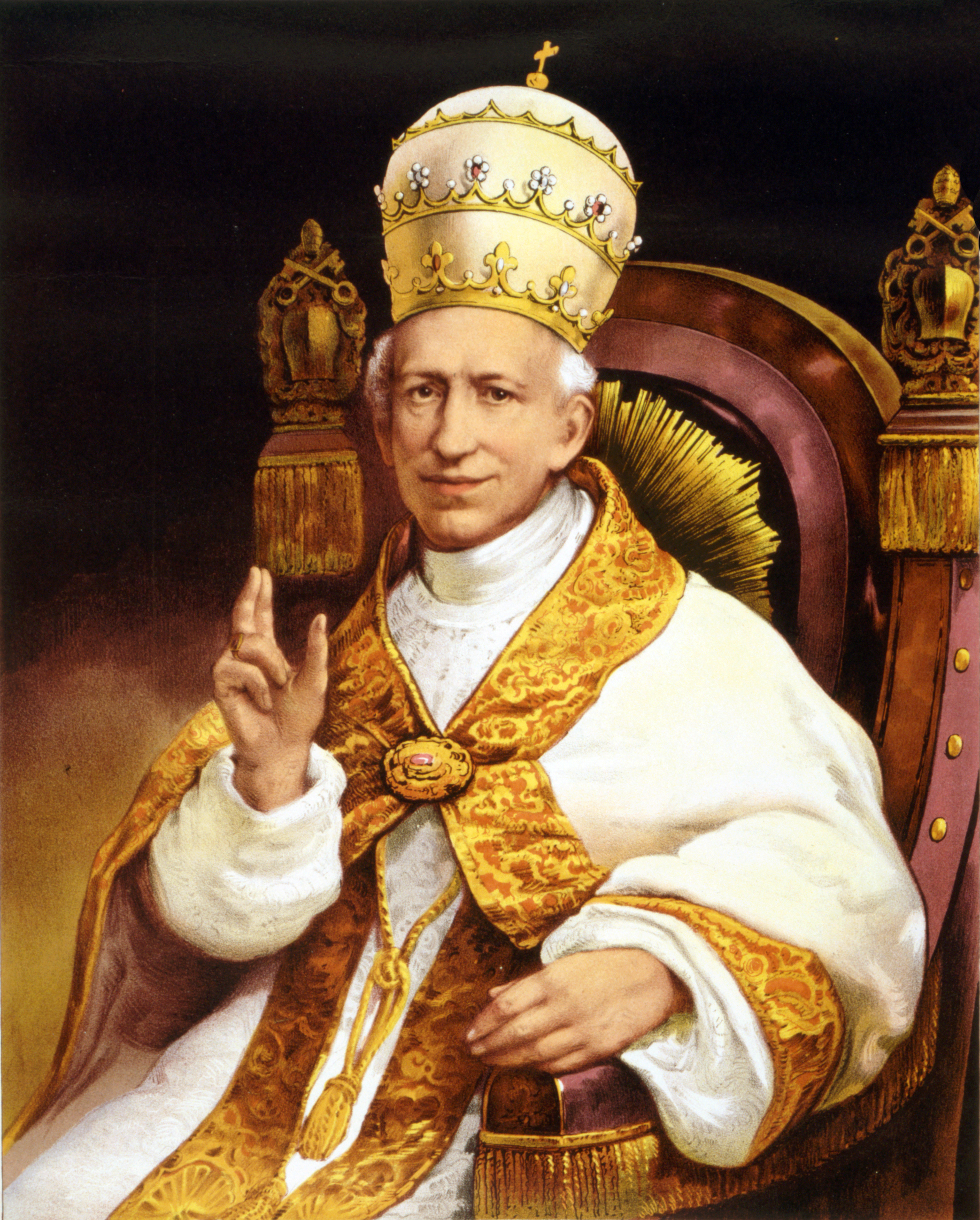
教宗良十三世在任期间，圣座于1885年获取了《罗马观察报》的所有权，巩固了其半官方的性质。

### 19世纪
1861年4月17日，意大利王国成立，数月后，《罗马观察报》首刊 于1861年7月1日于罗马发行。此报纸的初衷是以宣传和辩论捍卫教宗国。报纸使用了由法国天主教正统主义者团体资助的一份小册子的名字。 1860年9月18日教宗国军队在卡斯泰尔菲达尔多的战败虽然实质上削弱了教宗的世俗权力，但令许多天主教知识分子到罗马觐见教宗庇护九世并为其服务，这一现象支持了报纸对于圣座观点的拥护。
1860年7月，教宗国内政部副部长Marcantonio Pacelli（教宗庇护十二世的爷爷），计划用一份“辞藻华丽”的半官方刊物补充官方刊物《罗马报》（義大利語：Giornale di Roma）。1861年初，辩士尼古拉·赞基尼与记者朱塞佩·巴斯蒂亚受任执掌Pacelli的报纸的编辑。报纸于1861年6月22日申请正式出版许可。4天后的6月26日，报纸的章程获得教宗庇护九世的核准。
《罗马观察报》首刊标题为“罗马观察报——一份关于政治与道德的报纸”，价格为5 baiocchi。题记“一份关于政治与道德的报纸”于1862年被删去，并以两句现在印在刊头处的拉丁格言取而代之。最初，编者们在位于宗徒广场，同时是报纸出版地的Salviucci出版社中处理事务。
1870年9月，意大利军队攻破庇亚门后，《罗马观察报》坚定了反对意大利王国的立场、声明了对教宗的忠贞以及对教宗训导的坚持。不久，《罗马观察报》开始取代《罗马报》成为教宗国的新闻机构。这一变化明显地发生在教宗良十三世任期内，良十三世在此期间获得了报纸的所有权并在1885年确立了报纸的半官方地位。

### 20世纪
1968年4月4日，《罗马观察报》英语周报版首次发行。1998年1月7日，此版本的报纸为了北美订阅者而第一次在罗马之外的巴尔的摩印刷。此版本由同是《天主教评论》出版者的巴尔的摩主教座堂基金会出版。

### 21世纪
2011年7月1日，面向北美订阅者的《罗马观察报》英语版再次在罗马发行。此版本此前自1998年起由巴尔的摩主教座堂基金会发行。

## 主编
此报纸历史上的主编包括：
- 尼古拉·贊基尼和朱塞佩·巴斯蒂亞 （Nicola Zanchini和Giuseppe Bastia，1861年－1866年）
- 奧古斯托·巴維耶拉（Augusto Baviera，1866年－1884年）
- 切薩雷·克里斯波爾蒂（Cesare Crispolti，1884年－1890年）
- 吉奧曼·巴蒂斯塔·卡索尼（Giovan Battista Casoni，1890年－1900年）
- 朱塞佩·安傑利尼（Giuseppe Angelini，1900年－1919年）
- 朱塞佩·達拉·托雷·迪·桑圭內托（Giuseppe Dalla Torre di Sanguinetto，1920年－1960年）
- 拉伊蒙多·曼齊尼（英语：Raimondo Manzini）（1960年－1978年）
- 瓦萊里奧·沃爾皮尼（Valerio Volpini，1978年－1984年）
- 馬里奧·阿格納斯（Mario Agnes，1984年－2007年）
- 乔瓦尼·玛丽亚·维安（2007年－2018年）[15]
- 安德雷亞·蒙達（義大利語：Andrea Monda）（2018年至今）[6]

## 《罗马观察报》与天主教教会训导
记者和神学家常常犯下的错误就是将《罗马观察报》的文章误解为正式的天主教教会训导。除非报章由高阶的主教执笔，并且内容严肃而并不仅是个人的神学观点，报章便不是教会训导，除此之外，《罗马观察报》更无权利执笔或认可教宗通谕或教宗训示。例如在2008年，《罗马观察报》的一篇文章指出，鉴于医学的发展，教会应当重启关于脑死亡的讨论。随后，一位圣座的官方发言人声明：报章仅仅体现了作者的个人意见，“不代表天主教会的观点发生了改变”。

## 延伸阅读
- Merrill, John C. and Harold A. Fisher. The world's great dailies: profiles of fifty newspapers (1980) pp 230–37